# Olśnienie (album)
Olśnienie – solowa płyta klawiszowca zespołu Kult, Janusza Grudzińskiego. Premiera miała miejsce 2 października 2006 roku. Wszystkie kompozycje powstały w ciągu około dziesięciu dni (stąd tytuł płyty – „Olśnienie”). Utwory skomponowane zostały w 2003 roku z myślą o nowej płycie Kultu, jednak jak sam autor przyznaje: "Bieg wydarzeń sprawił, że stało się inaczej…” 

## Lista utworów:[1]
1. "Balanga"
2. "Książę i metresa"
3. "Lubię stare samochody"
4. "Niedziela u cioci"
5. "Szkolna dyskoteka"
6. "Typek"
7. "Spacer po Warszawie"
8. "Rockowa rodzina z Polską w tle"
9. "Olśnienie"
10. "Wyrok"

Dodatkowo na płycie zostały zamieszczone dwa teledyski do piosenki "Spacer po Warszawie" (scenariusz i reżyseria - Jerzy Zalewski)

## Wykonawcy
- Janusz Grudziński

gościnnie
- Tomasz Glazik – saksofony
- Iga Kazimierczyk – chórki
- Michał Kulenty – flet
- Janek Morawiec – gitara
- Piotr Morawiec – gitara
- Jacek Pałucha – wokal
- Jacek Wąsowski – gitara
- Fabian Włodarek – akordeon
- Janusz Zdunek – trąbka